# Koreai utcai ételek

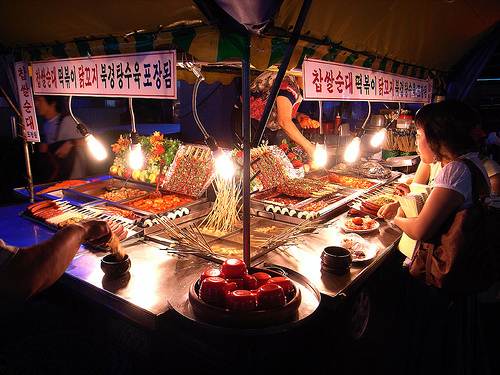
Phodzsangmacsha (Pojangmacha), koreai utcai ételstand

Az utcai ételek (hangul: 길거리 음식, kilgori umsik, RR: gilgeori eumsik, ’street food’) rendkívül népszerűek Dél-Koreában. A nagyobb városokban számos úgynevezett „gasztroutca” (food street) található, ahol egymást érik a különféle specialitásokat kínáló ételstandok, koreai nevükön phodzsangmacshák (pojangmachák).
Jellemző harapnivalók a ttokpokki (ddeokpokki), a thügim (twigim), az omuk (eomuk), a szunde (sundae), a cson (jeon), a kimbap (gimbap), a hottok (hotteok). Sütemények és édességek is széles választékban kaphatóak, például a gofritésztához hasonlóan készülő, különféle töltelékű sütemények.
Utcai ételek Észak-Koreában is léteznek, bár jellegükben mások.

## Története

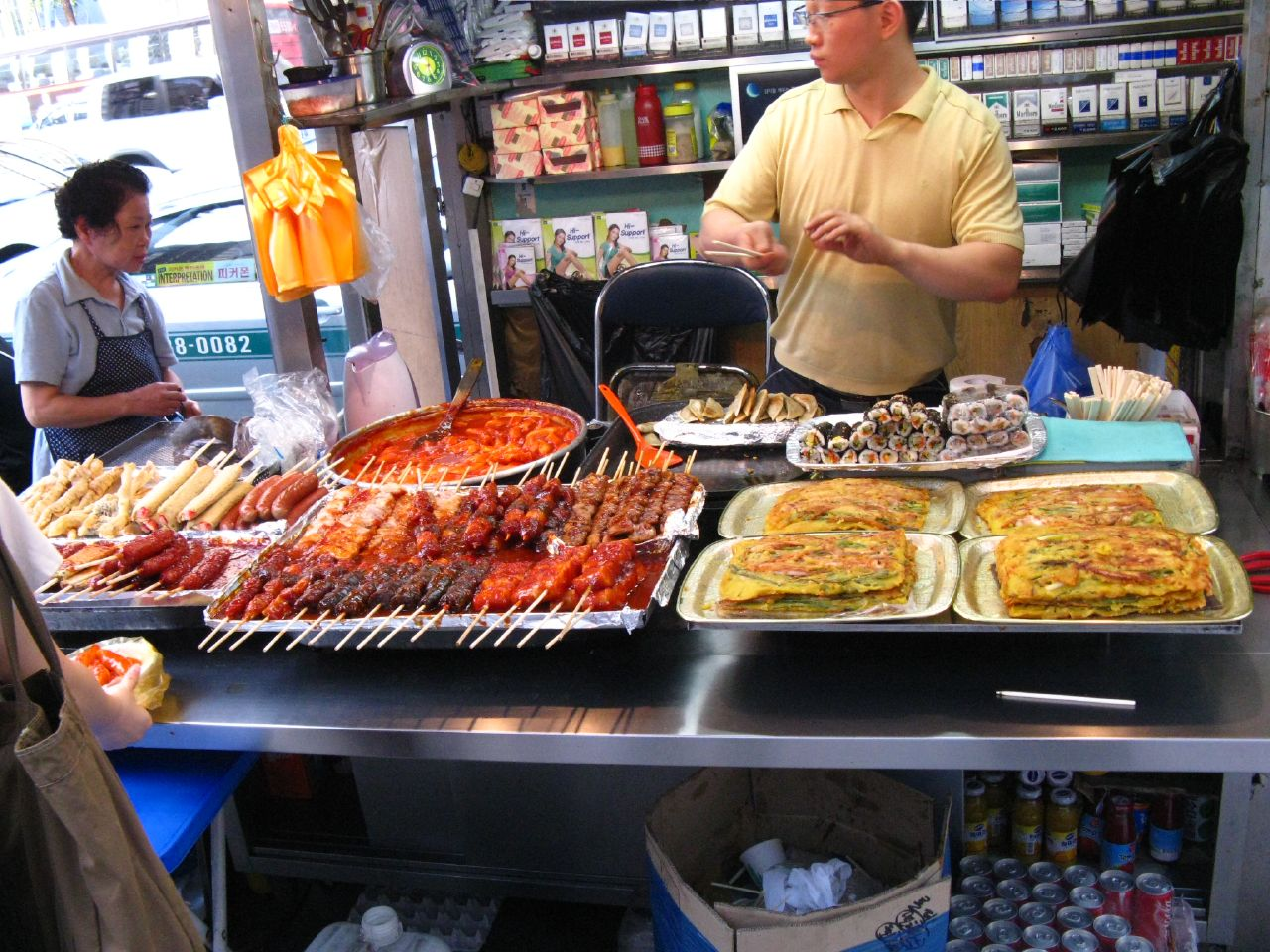
Tipikus utcai ételárus, kínálatában a leggyakoribb ételekkel, balról jobbra: omuk (eomuk), ttokpokki (ddeokpokki), grillezett csirke nyárson, mandu, kimbap (gimbap), újhagymás cson (jeon)

Az utcai ételek története Dél-Koreában szorosan összefügg a gazdasági fejlődéssel, ami az 1960-as években vette kezdetét. Korábban a lakosság nagy része vidéken élt, az iparosodás és a városok gyors terjeszkedése nem csak a népesség városokba vándorlását jelentette, de újfajta étkezési szokásokat is magával hozott. Az utcai ételstandok, a phodzsangmacshák (pojangmachák) ekkor kezdtek el terjedni, bár eleinte leginkább útszéli kocsmákként funkcionáltak, ahol szodzsu (soju)t, makkolli (makkeolli)t és később sört szolgáltak fel, némi andzsu (anju), azaz kísérő harapnivaló társaságában. Ezek a létesítmények elsősorban a növekvő munkásrétegnek biztosítottak olcsó étkezési lehetőséget. Eleinte a felszolgált étel sült veréb volt, az 1970-es évektől kezdve szélesedett a kínálat, felkerült a menüre többek között a csirkeláb, a grillezett hal és a tészta. Szöulban 2012-ben mintegy 3100 ilyen hely működését regisztrálták.

## Dél-Korea

### Ételek
Az ételek listája a magyar átírás szerinti ábécérendet követi.

#### Csiphangi(Jipangi)
A csiphangi (지팡이, jipangi) puffasztott kukoricából készült, J alakú üreges rúd, melybe fagylaltot töltenek. Népszerű Insza-tong (Insa-dong)ban, de külföldön is megjelent, főképp ázsiai országokban kezdték el készíteni koreai mintára.

#### Cson(Jeon)

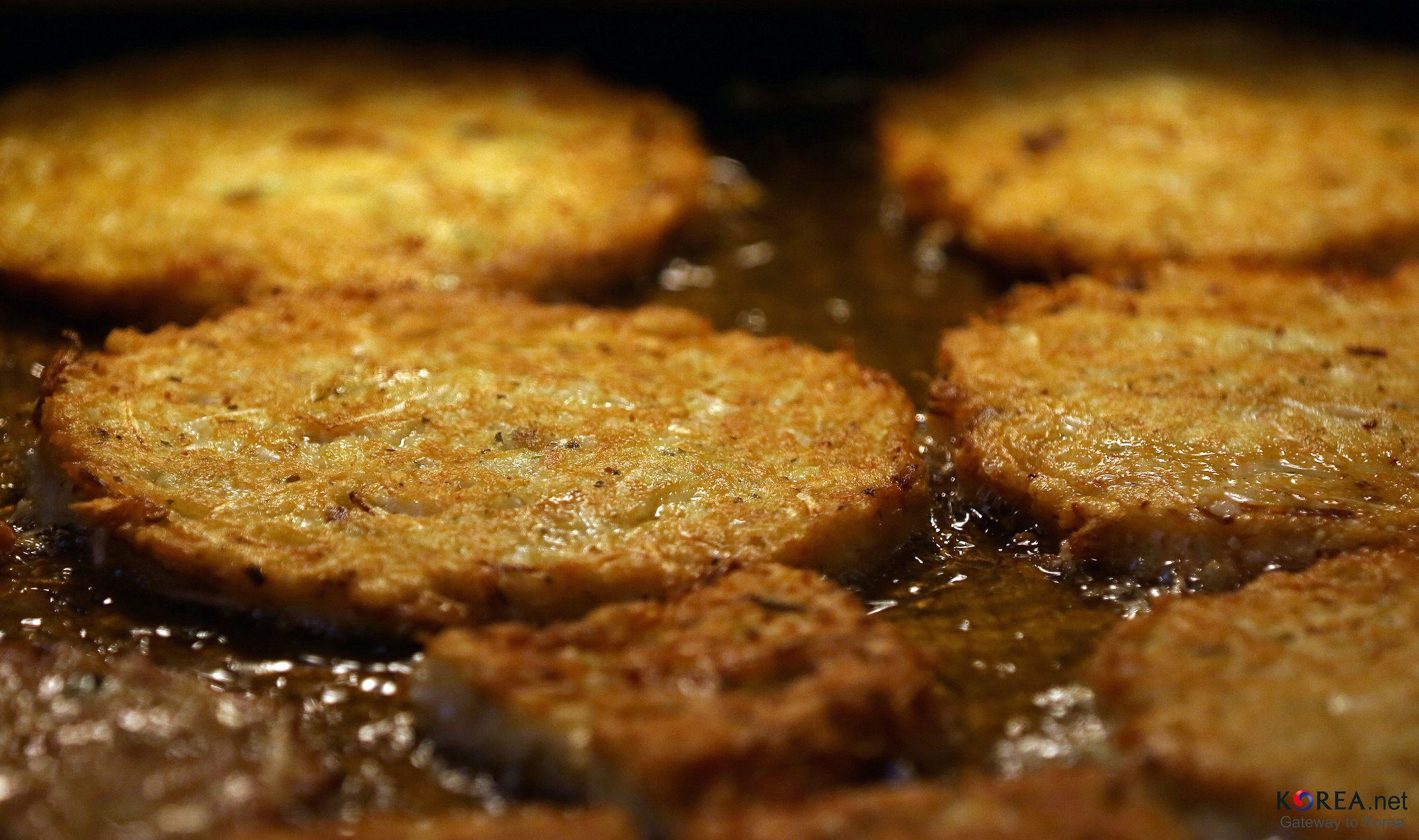
Pindettok (Bindaetteok)

A cson (전, jeon) serpenyőben sütött palacsintaszerű koreai ételek elnevezése. Készülhet tojással, liszttel vagy valamilyen tésztaszerű keverékkel, húsfélékből, zöldségekből, kimcshi (kimchi)ből, tenger gyümölcseiből és édes változatai is vannak. Utcai ételként is népszerű, mungóbablisztből készült változata, a noktu pindettok (nokdu bindaetteok) pedig vegánok és gluténérzékenyek számára is fogyasztható.

#### Hodugvadzsa(Hodugwaja)
A hodugvadzsa (호두과자, hodugwaja) a gofrihoz hasonló tésztával készülő aprósütemény. A tésztát dió alakú formában sütik ki, a közepébe azukibabkrém és dió kerül. Magyarországon is van olyan koreai kifőzde, ahol kapható.

#### Hoppang
A hoppang (호빵) rizslisztből készülő, töltött gombóc, melyet gőzölnek, majd az előgőzölt ételt árusítják az utcai standokon, de akár kisebb élelmiszerboltokban és szupermarketekben is kapható, ezeket mikrohullámú sütőben lehet felmelegíteni. Többféle töltelékkel kapható, például azukibabbal, hússal, sajttal, pizzafeltéttel, zöldségekkel, magvakkal. Neve a ho ho hangutánzó szóból ered, melyet az étel forrósága miatt mondanak.

#### Hottok(Hotteok)

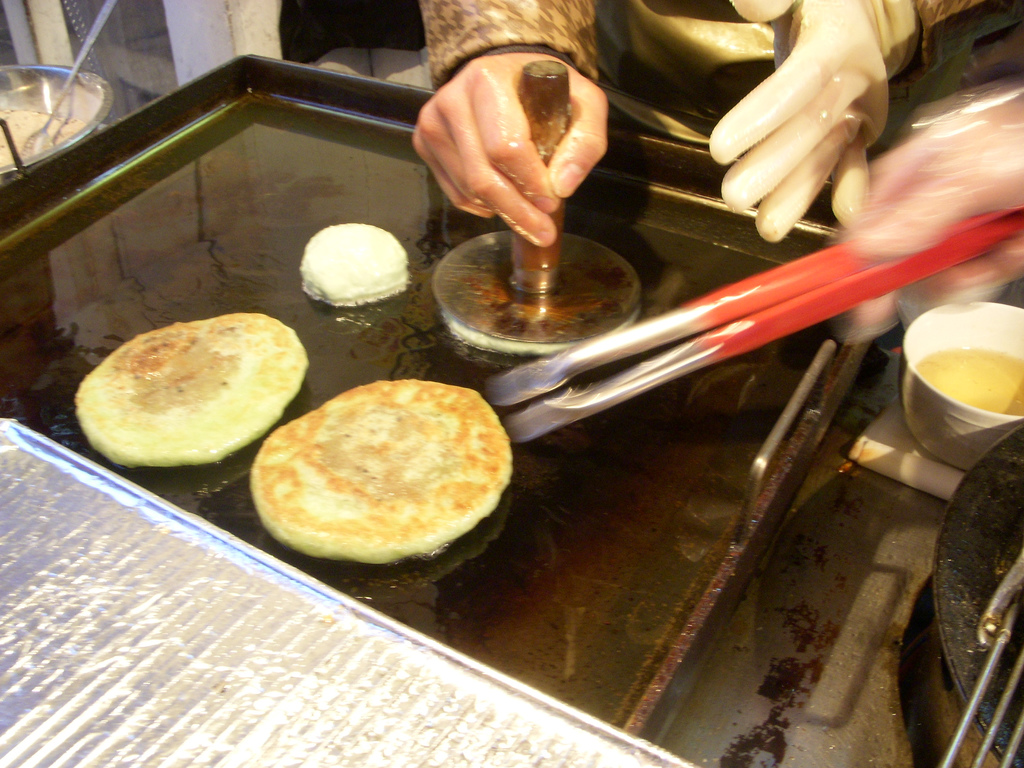
Hottok (Hotteok)sütés

A hottok (hotteok) főleg télen népszerű utcai étel, ragacsos rizslisztből készült tésztába különféle tölteléket töltenek, majd forró sütőlapon kilapítják és mindkét oldalát megsütik. A hagyományos töltelék barnacukorból, őrölt földimogyoróból és fahéjból áll.

#### Jangnjom thongdak(Yangnyeom tongdak)
A jangnjom thongdak (yangnyeom tongdak) (양념통닭) az amerikai sült csirke koreai változata, mely a koreai háború idején jött létre, az amerikai katonák jóvoltából ismerték meg a koreaiak a bundában sütött csirkét. Ez a változat azonban koreai fűszerezésű, mézzel, szezámmagal, csilivel, fokhagymával és más fűszerekkel ízesítve. Nem csak az utcai árusoknál kapható, bárok is felszolgálják és elvitelre is lehet rendelni. Népszerű az úgynevezett cshimek (chimek) kombináció, ami a sült csirke és a sör szavak összetétele. Ázsiában, különösen Kínában is nagy népszerűségre tett szert a cshimek (chimek), köszönhetően a My Love from the Star sorozatnak, ahol a női főszereplő kedvence étele volt.

#### Kamdzsa togu(Gamja dogeu)
A kamdzsa togu (gamja dogeu) (감자도그) az Amerikában népszerű corn dog (virsli bundában sütve) koreai változata. A hot dogot sűrű tésztába mártják, majd megforgatják csíkokra vágott burgonyában és az egészet forró olajban megsütik.

#### Kimbap(Gimbap)
A kimbap (gimbap) (김밥) főtt rizsből (pap (bap)) és kim (gim)ből (a Porphyra nemzetségbe tartozó tengeri hínárból készült lapok, japánul nori) készül. A kimbap (gimbap)ot általában hidegen eszik, népszerű étel piknikezéskor és szabadtéri programokon. Gyakran hasonlítják felmenőjéhez, a japán makizusihoz, bár több mindenben is különbözik tőle.

#### Kjeranppang(Gyeranppang)

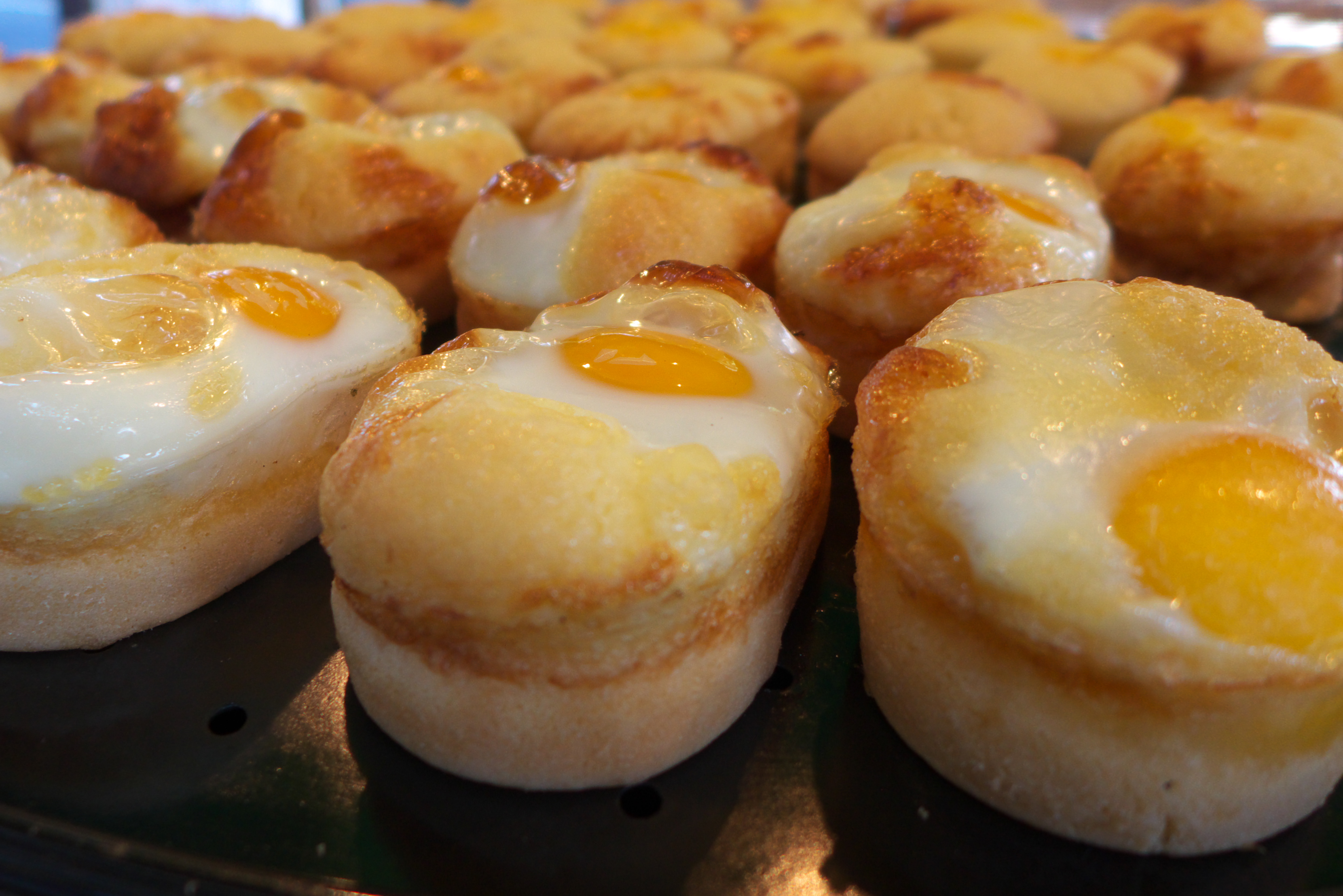
Kjeranppang (Gyeranppang)

A kjeranppang (gyeranppang) (계란빵) szó szerint azt jelenti: „tojáskenyér”. Egyfajta muffin, melynek a tetejére egész tojást sütnek. Egyszerre édes és sós ízű. A hagyományos, korábban kézzel sütött kjeranppang (gyeranppang) inkább egy tojásos szendvicsre hasonlít.

#### Kkocshi omuk(Kkochi eomuk)
A kkocshi omuk (kkochi eomuk) (꼬치 어묵) a hurkapálcára húzott, majd daikonból és tengeri hínárból készült alaplében kifőzött, nem csípős halhúsból készült masszát jelenti.

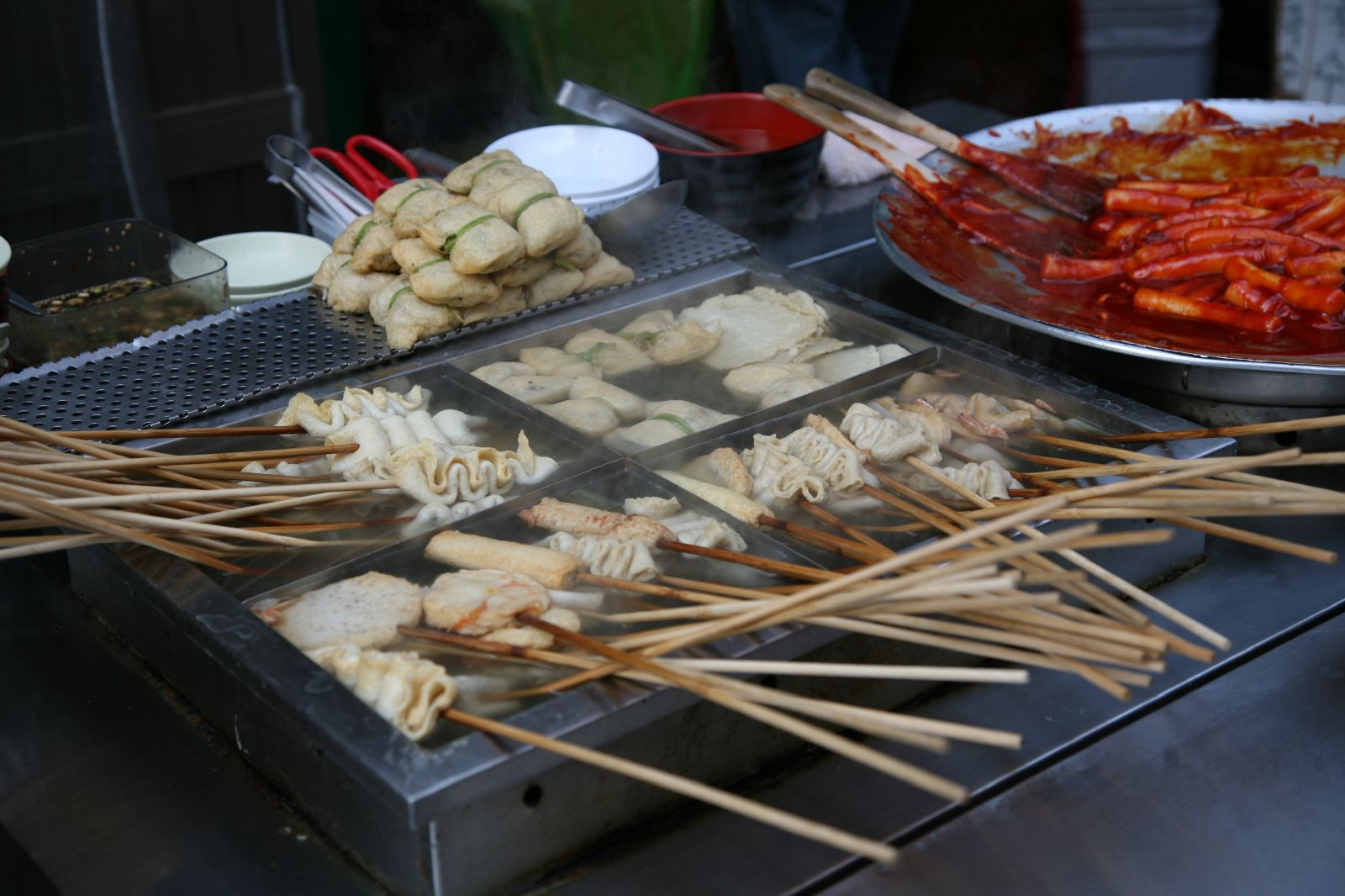
kkocshi omuk (kkochi eomuk) (balra)

#### Kukhvappang(Gukhwappang)

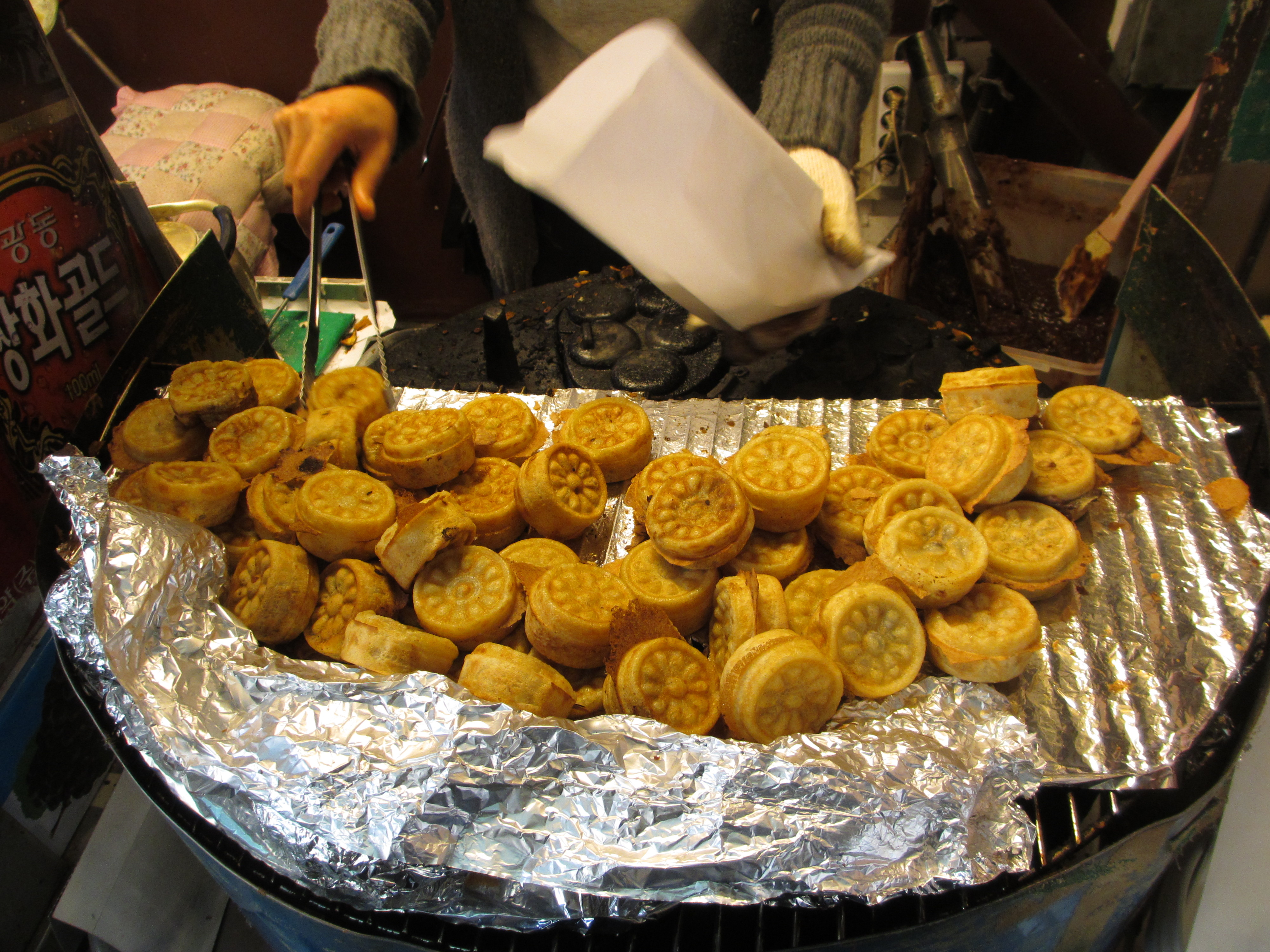
Kukhvappang (Gukhwappang)

A kukhvappang (gukhwappang) (국화빵) krizantém alakú formákban sütött tészta, melybe azukibabkrémet töltenek. Négyes és hatos kiszerelésben lehet kapni. Tésztája megegyezik a pungoppang (bungeoppang)éval.

#### Kkulthare(Kkultarae)

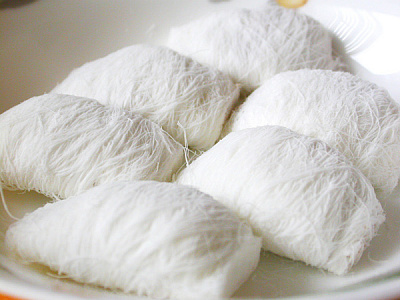
A kkulthare (kkultarae) a vattacukorhoz hasonló állagú

A kkulthare (kkultarae) (꿀타래) egyfajta édesség, mely méz és maláta erjesztett keverékéből áll, amit kézzel 16 000 szálra nyújtanak. Többféle töltelékkel kapható, a vásárlók előtt, frissen készítik.

#### Kunbam(Gunbam)
A kunbam (gunbam) (군밤) a sült gesztenye koreai elnevezése. Télen népszerű utcai csemege.

#### Kungoguma(Gungoguma)
A modern nassolnivalók és utcai ételek megjelenése előtt a legnépszerűbb utcai ételek közé tartozott a kungoguma (gungoguma) (군고구마), ami sült édesburgonyát jelent. Ma is elterjedt téli csemege.

#### Mandu
A mandu (만두) töltött tésztaféle. A vékonyra nyújtott, kiszaggatott tésztára fűszerezett zöldséges húst, vagy zöldségeket, tofut helyeznek. Általában csilipaprikás szójaszósszal és kimcshi (kimchi)vel tálalják. Sütve és levesben is kapható. Utcai ételként a legnépszerűbb változatai közé tartozik a nagyobb méretű, vastag, kerek, kimcshi (kimchi)vel töltött mandu.

#### Mjon(Myeon)
A tésztalevesek is egyre népszerűbb utcai ételek a gyors életvitelű Dél-Koreában. Nyáron a hideg levesek (nengmjon (naengmyeon)), télen a forróak keresettek.

#### Omukpa(Eomukba)
Az omukpa (eomukba) (어묵바) az omuk (eomuk) egy változata, ám itt a hurkapálcákra húzott masszát nem főzik, hanem forró olajban kisütik.

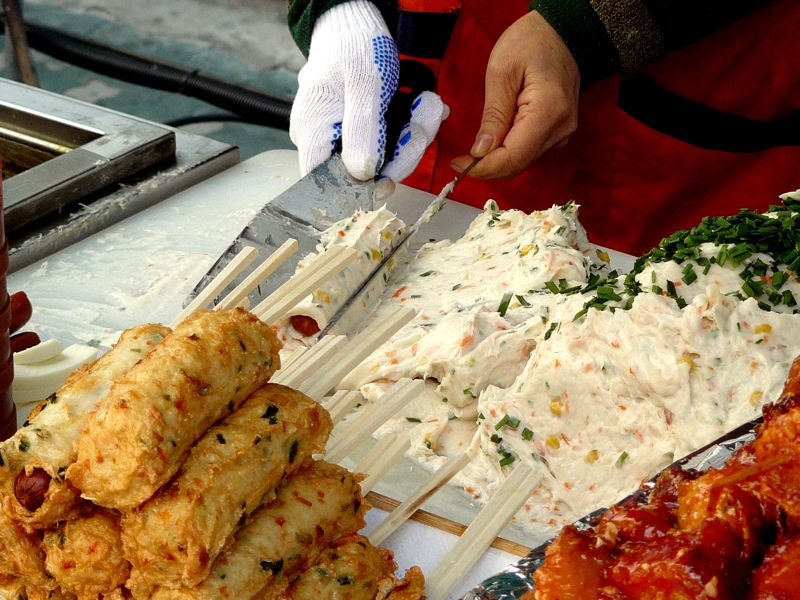
Omukpa (Eomukba)-árus

#### Pondegi(Beondegi)

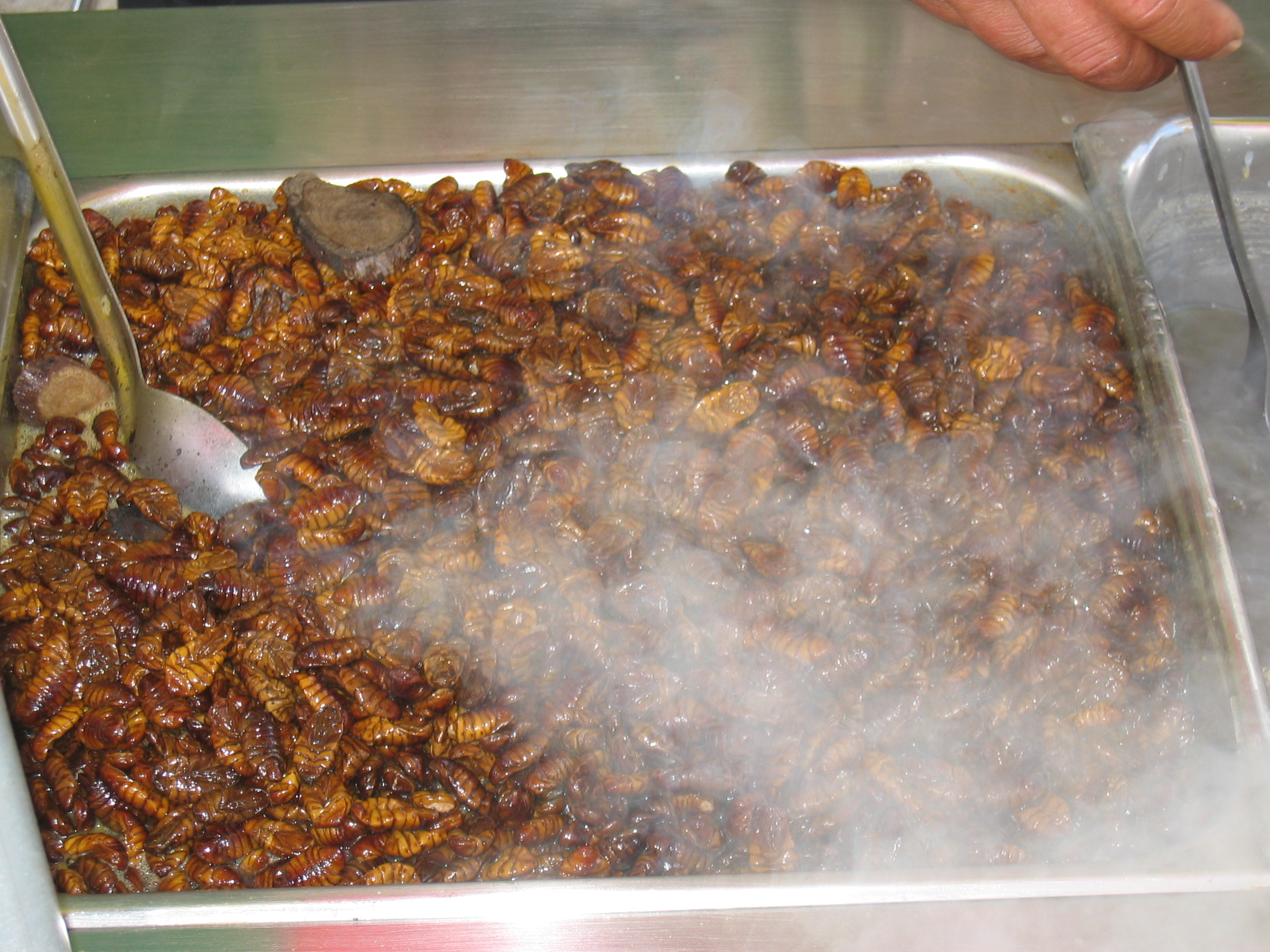
Pondegi (Beondegi)

A pondegi (beondegi) (번데기) a selyemlepke bábjából sütéssel készített utcai étel, de konzerv formában is kapható.

#### Phoktan pap(Poktan bap)
A phoktan pap (poktan bap) (폭탄밥) szó szerinti jelentése „bomba étel”. Hasonlít a pibimbap (bibimbap)hoz, de más összetevőkkel készül, például halikrával, kókusszal és dióval. A tetejére sült tojást helyeznek, majd nagyon csípős szósszal összekeverik.

#### Pungoppang(Bungeoppang)

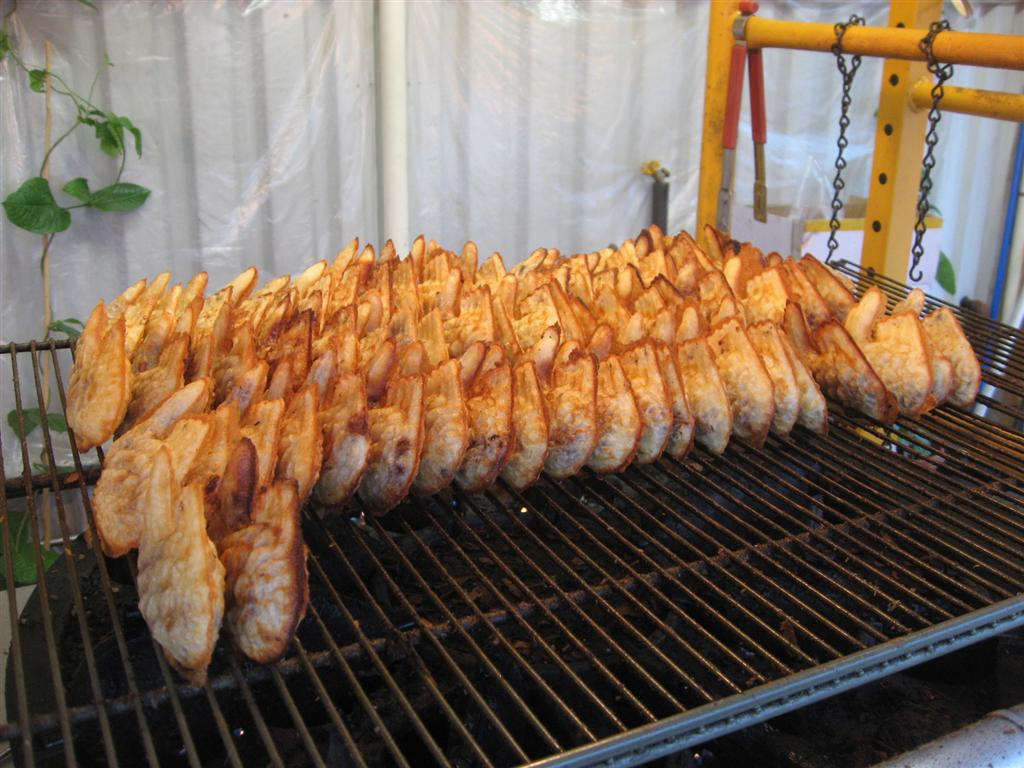
Pungoppang (Bungeoppang)

A pungoppang (bungeoppang)ot gofrisütőhöz hasonló, hal formájú szerkezetben sütik, tésztájába azukibabkrémet töltenek. Ez a sütemény japán eredetű, a japán megszállás alatt, az 1930-as években került be a köztudatba. Jégkrémmel töltött változatok is kaphatóak.

#### Szunde(Sundae)
A szunde (순대, sundae) a magyar véreshurkához hasonló étel, sokféle változata létezik, általában elmondható, hogy zöldségek, üvegtészta és sertésvér keverékét sertésbélbe töltik, majd párolják. Durva szemcsés sóval vagy ttokpokki (tteokbokki)szósszal fogyasztják. Nem csak utcai ételként népszerű, a koreaiak gyakran rendelik elvitelre is, éjszakai nassolnivalónak.

#### Talgona(Dalgona)
A talgona (hangul: 달고나, RR: dalgona) vagy ppopki (hangul: 뽑기, RR: ppopgi) törökmézhez hasonló koreai édesség, mely olvasztott cukorba szódabikarbóna hozzáadásával készül. Nemzetközi ismertségre azután tett szert, hogy 2021-ben a Netflixen bemutatott Nyerd meg az életed című sorozatban fontos szerepet kapott.

#### Takkocshi(Dakkochi)
A takkocshi (dakkochi) (닭꼬치) csirkenyársat jelöl, melyet grilleznek, majd szójaszósszal vagy csípős csiliszósszal öntenek le. Egyszerre fűszeres és édes, kedvelt kísérő alkoholos italok mellé.

#### Thügim(Twigim)
A thügim (twigim) (튀김) a bő olajban, bundában vagy anélkül sütött ételeket jelöli. Szinte bármit kirántanak, zöldségeket, tenger gyümölcseit, akár főtt tojást is.

#### Ttokpokki(Tteokbokki)

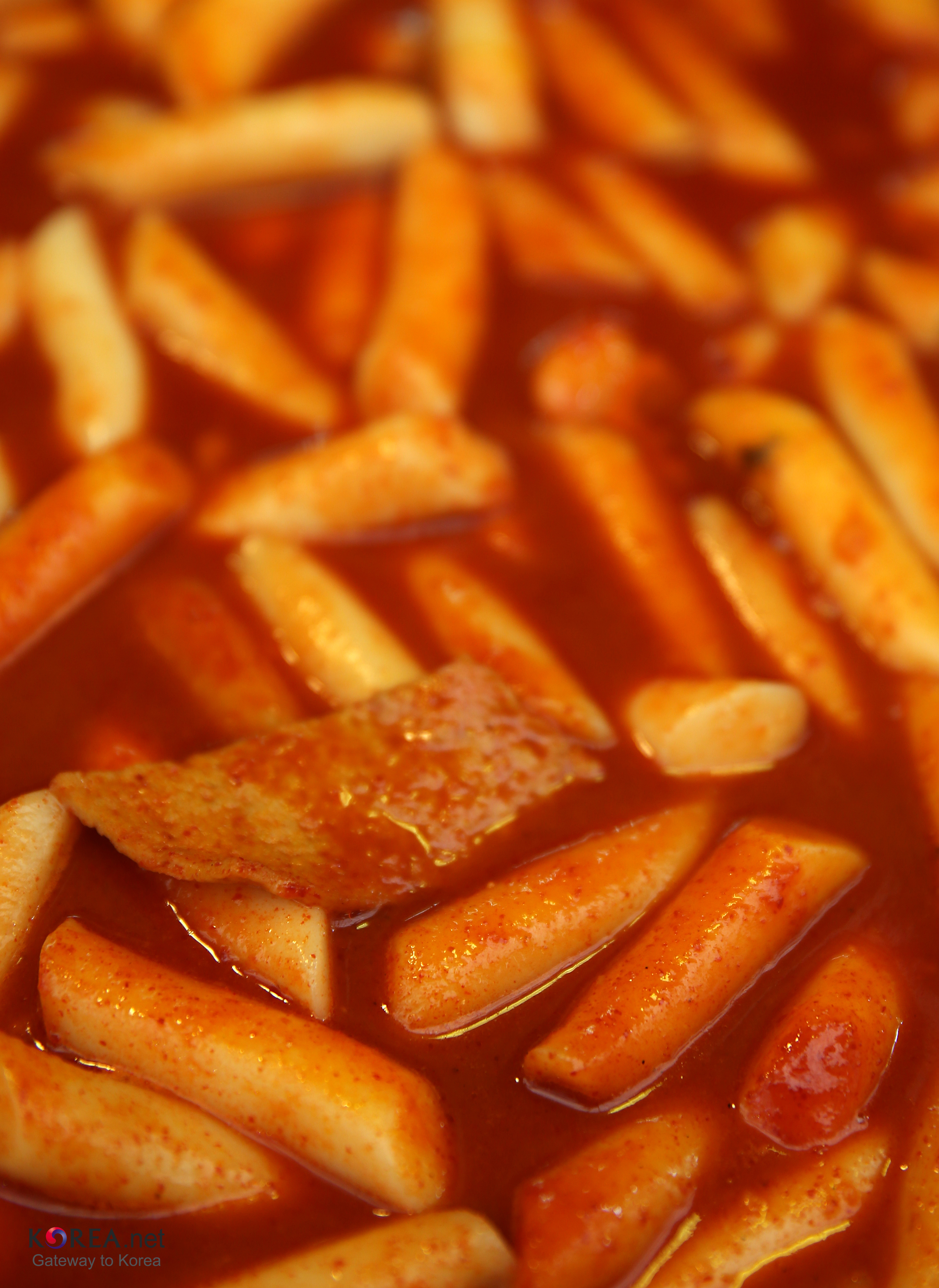
Ttokpokki (Tteokbokki)

A ttokpokki (떡볶이, tteokbokki) az egyik legnépszerűbb utcai étel, fő hozzávalói a karettok (garaetteok) (rizstészta-rudak) és a kocshudzsang (gochujang) (csilikrém). Késő éjjeli nassolnivalóként is népszerű étel.

#### Ttong ppang(Ddong bbang)
A ttong ppang (ddong bbang) (똥빵) szó szerinti jelentése „kakikenyér”, amely a sütemény kutyaürülékhez hasonló alakjára utal. A tésztába azukibabkrémet töltenek.

### Gasztroutcák

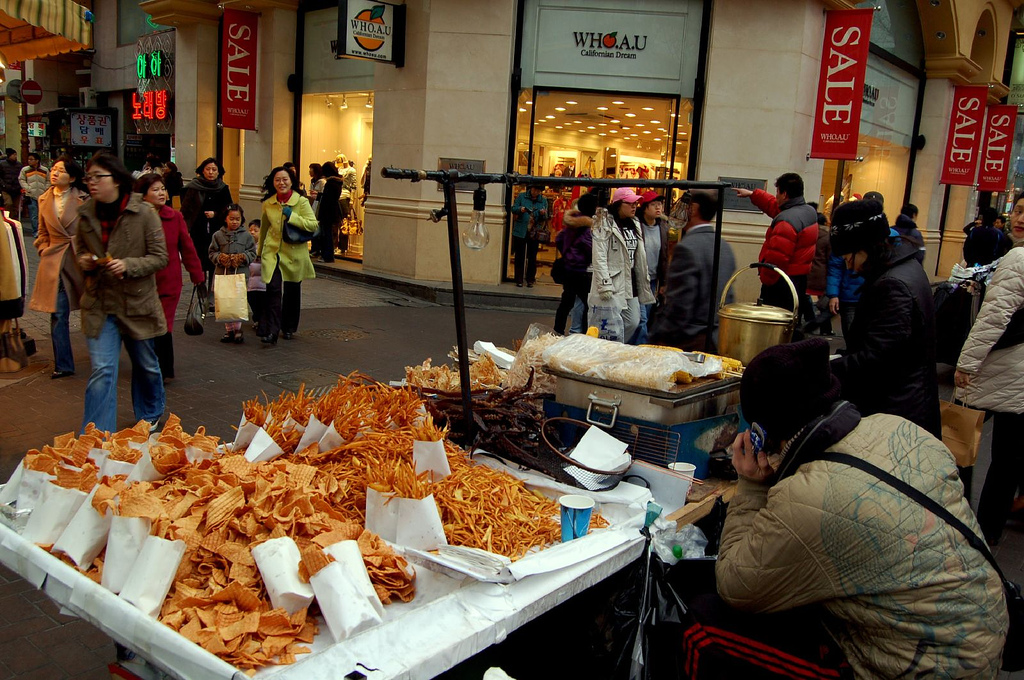
Ételárus Mjong-tong (Myeong-dong)ban

Szöul egyes negyedei más-más ételtípusokról nevezetesek. Insza-tong (Insa-dong) (인사동) például a takkocshi (dakkochi), azaz a grillezett, nyársra húzott csirkefalatok, a ttong ppang (ddong ppang), a „kakikenyér”, a hottok (hotteok), vagy éppen a csiphang (jipangi), a puffasztott kukoricatölcsérbe töltött fagylalt otthona. Mjong-tong (Myeong-dong)ban (명동) sok a húsételeket árusító stand, de itt lehet „óriásfagylaltot” vagy spirál formájúra vágott, fűszerezett sült burgonyát kapni. A halpiacáról híres Norjangdzsin (Noryangjin) (노량진) a tányérban felszolgált gyors ételeiről is nevezetes, és innen származik a phoktan pap (poktan bap) is.
A koreai turisztikai hivatal úgynevezett „gasztroutcákat” is számon tart az ország minden területén, ahol specialitásokat lehet megkóstolni. Ilyen például a Kangvon (Gangwon) tartománybeli Cshuncshon (Chuncheon)ban található takkalbi (dakkalbi) gasztroutca, a tegui (daegui) „csirkeételek utcája”, vagy a Dél-Csolla (Jeolla) tartománybeli Hamphjong (Hampyeong)ban található pibimbap (bibimbap) gasztroutca.

## Észak-Korea

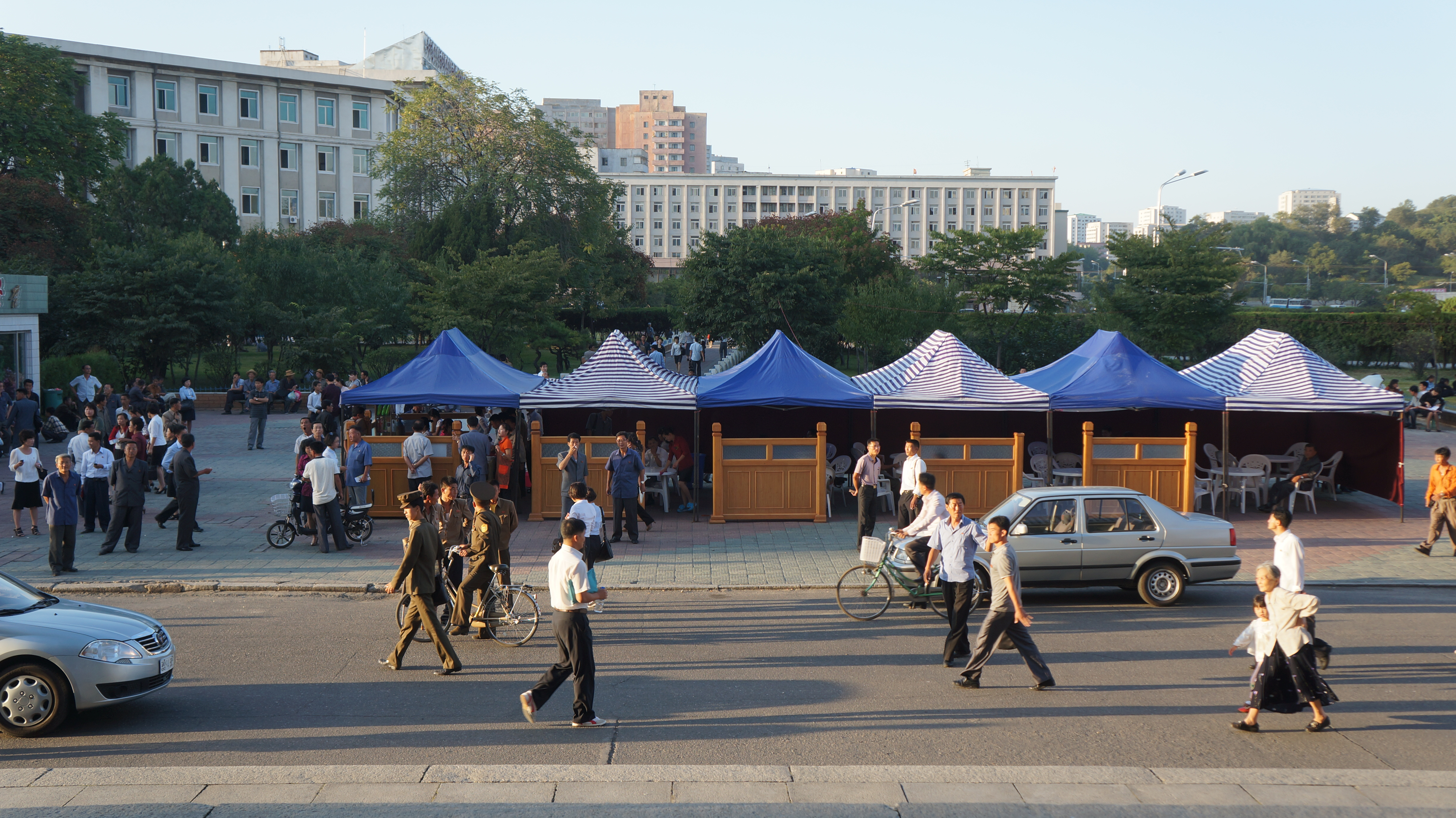
Ételárusító bódék Phenjanban

Észak-Koreában másfélék az utcai ételek, kapható például indzso kogi pap (injo gogi bap) (인조고기밥, szójából készült rizses hurka), tububap (dububap) (두부밥, rizs tofuval) és szunde (sundae) (순대, koreai hurka).